# 성게목
성게목(Echinoida)은 성게강에 속하는 극피동물 목의 하나이다. 방사대칭이고 둥근 모양이다. 생식기와 항문은 몸통 위에 있고, 입은 반대쪽 몸통 아래에 있다.

## 하위 분류
- 성게과 (Echinidae)
- 만두성게과 (Echinometridae) - 보라성게 포함.
- Parasaleniidae
- 둥근성게과 (Strongylocentrotidae) - 말똥성게, 분홍성게, 새치성게, 둥근성게, 연약둥근성게 포함.